# Opération Père Noël
 (mai 2025).
Opération Père Noël est un film d'animation de Marc Robinet sorti en 2021.

## Fiche technique
- Titre original : Opération Père Noël
- Réalisation : Marc Robinet
- Scénario : Alain Gagnol
- Musique originale : Lisa Chevalier
- Musique originale additionnelle : Yves Gourmeur
- Producteur : Reginald de Guillebon
- Producteur executif : Pierre Méloni
- Sociétés de production : Folimage et Lunanime (coproduction)
- Sociétés de distribution : Gebeka Films
- Pays de production :  France Belgique Suisse
- Montage : Hervé Guichard
- Langue originale : français
- Genre : Animation
- Durée : 26 minutes
- Dates de sortie : 2021

## Distribution
- Thelma Pitrat : Alice
- Rémi Gutton : Anatoli
- Damien Laquet : Le Père Noël
- Luka Nguyen Van Huong : William
- Jean-Baptiste Quenin-Blache : Le majordome
- Marc Wilhelm : Le lutin
- Jean-Luc Rehel : M. Mansart

## Personnages
- William : Ce petit garçon, fi ls de millionnaires, a toujours eu tout ce qu’il désirait, sauf des parents présents. Triste de ne pas voir sa mère pour les fêtes, il fait un caprice et réclame le plus beau cadeau du monde : le Père Noël en personne ! Grâce à sa rencontre avec Alice, la petite voisine de son âge, il grandira et fera preuve de beaucoup de courage pour réparer son erreur.
- Alice : Contrairement à William qui vit dans un château, Alice habite de l’autre côté du mur, dans une petite maison avec ses parents. Elle a 8 ans, comme le garçon, mais vit dans un monde plus raisonnable. Le caractère fantasque de William l’énerve parfois, sans que cela ne l’empêche de ressentir aussi beaucoup d’amitié pour son nouveau copain.
- Anatoli : Cupide et sans états d’âme, cet homme redoutable sert exclusivement sa gloire personnelle. Il ambitionne d’être reconnu comme le plus grand chasseur du monde. Bref, la magie de Noël, ce n’est pas son problème.
- M. Mansart : Le père de William est un homme très riche et très occupé. Il se sent coupable de ne pas consacrer assez de temps à son fi ls. Pour le rendre heureux, il est prêt à tout. Même à exaucer son souhait le plus farfelu.
- Le Lutin : De son vrai nom GPS (GérardPatrick-Sophie), il occupe le poste de navigateur sur le traîneau du Père Noël. Malgré son caractère anxieux, il fait tout son possible pour retrouver son patron disparu.
- Le Père Noël : Comme tout le monde le sait, le Père Noël est une créature magique. Il a donc besoin de vivre dans le secret, caché dans les rêves des enfants. Le jour où Anatoli le capture et projette de l’exhiber devant le monde entier, c’est toute la magie de Noël qui risque de disparaître[1].